# Роза з Парижа
«Роза з Парижа» (англ. The Rose of Paris) — американська мелодрама режисера Ірвінга Каммінгса 1924 року.

## Сюжет
Французька сирота, яка виросла в жіночому монастирі, хоче побачити Париж. Виявляється, що вона є спадкоємницею великого спадку. Її заманив в Париж інший спадкоємець, який знає, ким вона є. Він планує обдурити її і забрати весь спадок собі.

## У ролях
- Мері Філбін — Мітсі
- Роберт Кейн — Крістіан
- Джон Ст. Поліс — Андре дю Валус
- Роуз Діоне — мадам Боломофф
- Дороті Рів'єр — Флоріна дю Валус
- Джино Коррадо — Пол Маран
- Дорін Тернер — Іветт
- Едвард Брейді — Джульєс
- Чарльз Паффі — Віктор
- Керрі Домері — ігуменя